# Хуліо Пабло Чакон
Хуліо Пабло Чакон (ісп. Julio Pablo Chacón; 22 травня 1975, Лас-Ерас) — аргентинський професійний боксер, чемпіон світу за версією WBO (2001—2002) в напівлегкій вазі, призер Олімпійських ігор.

## Аматорська кар'єра
На Олімпіаді 1996 завоював бронзову нагороду.
- В 1/16 фіналу переміг Тайсона Грей (Ямайка) — 6-5
- В 1/8 фіналу переміг Джосіана Лебона (Маврикій) — 14-7
- В чвертьфіналі переміг Яноша Надь (Угорщина) — 18-4
- В півфіналі програв Сомлук Камсінг (Таїланд) — 8-20

## Професіональна кар'єра
1996 року дебютував на професійному рингу. Переміг у 36 боях поспіль.
25 липня 2000 року в бою за звання чемпіона світу за версією WBA у напівлегкій вазі зазнав першої поразки від Фредді Норвуда (США).
Здобувши чотири перемоги, 16 червня 2001 року вийшов на бій проти чемпіона світу за версією WBO в напівлегкій вазі Іштвана Ковача (Угорщина) і здобув перемогу технічним нокаутом в шостому раунді. Після цього переміг чотирьох суперників, у тому числі в двох захистах, а 19 жовтня 2002 року програв за очками одностайним рішенням суддів Скотту Гаррісону (Велика Британія).
15 липня 2004 року в бою за вакантний титул чемпіона світу за версією WBO в другій напівлегкій вазі програв одностайним рішенням суддів Майку Анчондо (США).